# 敏比亞鎮區
敏比亞鎮區為緬甸若開邦妙烏縣的鎮區。2014年人口169,208人，區域面積3,420.9平方公里。敏比亞為該鎮區首府。